# Кангмар (уезд)
Кангмар (тиб. ཁང་དམར་རྫོང་།, Вайли: khang dmar rdzong, кит. упр. 康马县, пиньинь Kāngmǎ xiàn) — уезд городского округа Шигадзе, Тибетского автономного района, в Китае.

## История
Уезд был выделен в 1962 году из уезда Гьянгдзе и вошёл в состав Специального района Гьянгдзе (江孜专区). В 1964 году Специальный район Гьянгдзе был присоединён к Специальному району Шигадзе. В 1970 году Специальный район Шигадзе был переименован в Округ Шигадзе. В 2014 году округ Шигадзе был преобразован в городской округ

## Климат
Среднегодовое количество осадков равно 180 мм, средняя температура +4 °C, абсолютная максимальная температура +28,2 °C, минимальная температура −25,1 °C.

## Экономика
Население занято в основном земледелием и животноводством.
Земля богата золотом, серебром, медью, железом.

## Административное деление
Уезд делится на 1 посёлок и 8 волостей:
- Посёлок Кангмар (康马镇)
- Волость Нанни (南尼乡)
- Волость Шаоганг (少岗乡)
- Волость Кангру (康如乡)
- Волость Сюнчжан (雄章乡)
- Волость Самада (萨玛达乡)
- Волость Гала (嘎拉乡)
- Волость Нерудуй (涅如堆乡)
- Волость Нерумай (涅如麦乡)